# Maripipi
Maripipi es un municipio de quinta clase ubicado al norte de la provincia de Biliran, Filipinas. Conforme al censo de 2015, tenía una población de 7 159 habitantes  distribuidos en 1.562 viviendas. 

## Barangayes
Maripipi se subdivide administrativamente en 15 barangayes.
- Agutay
- Banlas
- Bato
- Binalayan West
- Binalayan East
- Burabod
- Calbani
- Canduhao
- Casibang
- Danao
- Ol-og
- Binongto-an (Población Norte)
- Ermita (Población Sur)
- Trabugan
- Viga